# Lepidopora carinata
Lepidopora carinata is een hydroïdpoliep uit de familie Stylasteridae. De poliep komt uit het geslacht Lepidopora. Lepidopora carinata werd in 1867 voor het eerst wetenschappelijk beschreven door Pourtalès. 